# 香港劍擊歷史

香港劍擊總會首屆會長石振達

香港劍擊歷史最早可追朔到第二次世界大戰前，並於2000年代末期開始蓬勃發展。

## 1930年代
二戰前，香港的劍擊運動殊不顯著，但當時有在英香港留學生參與劍橋大學與牛津大學的劍擊隊，並取得佳績。而當中的代表性人物為奧斯華·陳（Osward Chan），他曾於1930年代初參與劍橋大學劍擊隊，並成為當時英國劍擊界的名人，但後來於1946年1月，參與英國皇家空軍任務期間，其戰機於德国境內墜毀，不幸身亡。

## 二戰期間
在二戰期間，一群來自香港的葡萄牙人在澳門接受前葡萄牙奧運選手Fausto Branco的劍擊訓練。

## 戰後及1950年代
戰後，隨著在外地的香港劍手回流，加上英国劍手開始參與香港的劍擊活動，促成了香港劍擊總會於1951年成立（另一說法為1949年），並於後來加入了國際擊劍總會與英聯邦劍擊協會。當時的創會會長為被譽為「香港排球之父」的石振達。
1953年，香港劍擊代表隊於港澳日三角劍擊賽大獲全勝，並為未來香港劍擊發展奠下基礎。
1950年代末年為香港早期劍擊運動之頂峰。香港劍擊代表隊於1958年首次出戰英聯邦運動會。

## 1960年代
1960年，香港劍擊總會舉辦首屆校際劍擊比賽，初期被視作喇沙書院與拔萃男書院兩校之爭，後被格致書院及皇仁書院追上。

## 1970年代
1970年，香港劍擊總會首次於新界舉行校際劍擊比賽。
此外，香港的劍擊運動員於1970年代開始在國際性比賽嶄露頭角，並於1978年亞洲運動會花劍項目中斬獲殿軍。

## 1980年代
1989年12月，香港代表隊出戰第一屆亞洲青少年劍擊錦標賽並取得一金兩銅的成績。

## 1990年代
1992年7月，盧滿堂出戰巴塞羅那奧運會男子花劍個人項目，並取得第30名。
此外，香港運動員亦於亞洲青少年劍擊錦標賽及英聯邦運動會中的劍擊項目斬獲冠軍。

## 2000年代
2000年代初，盧姍姍、歐陽慧心等劍手開始於國際賽中嶄露頭角，這些劍手在2010及2020年代期間投身教練行列，並培訓出不少成績優異的劍手。
同時，林衍聰與張小倫亦開始投身於國際賽事中。
2000年，香港承辦第六屆亞洲青少年劍擊錦標賽，港隊於此比賽中斬獲3金3銀4銅。
2004年，劉國堅（男子花劍個人）、陳盈敏（女子花劍個人）及周梓淇（女子佩劍個人）出戰希臘奧運，但未有取得任何獎牌。
2008年，劉國堅（男子花劍個人）、楊翠玲（女子重劍個人）及周梓淇（女子佩劍個人）出戰北京奧運，但未有取得任何獎牌。
2000年代後期，江旻憓、王嘉爾、陳智軒、林衍蕙、崔浩然等劍手開始投身於國際賽事中。

## 2010年代[4]
2010年代初期，何思朗、蔡俊彥、陳卓謙、張家朗、連翊希等劍手開始投身於國際賽事中，並取得多面獎牌。
2011年7月，王嘉爾結束其運動員生涯，赴韓開始練習生生涯。
2012年，崔浩然、歐倩瑩、林衍聰等劍手出戰倫敦奧運，並未有獲得任何獎牌。
2016年，張家朗、江旻憓及連寶香出戰里約奧運，並未有獲得任何獎牌。
2017年，香港承辦亞洲劍擊錦標賽，港隊於此比賽中斬獲6銅。
2019年3月，江旻憓以較佳大賽成績壓過韓國的姜榮美，世界排名升至第一位，亦成為香港劍擊界首名世界第一的劍手。

## 2020年代
2021年，張家朗於東京奧運中取得男子花劍個人金牌。此乃香港運動員於歷屆奧運會中取得的第二面金牌。（上一面為李麗珊於1996年亞特蘭大奧運女子滑浪風帆比賽中獲得的金牌）
2022年起，陳樂熹、鄭鐵男等劍手開始參與國際比賽，並取得佳績。
2022年4月18日，張家朗成為繼江旻憓後第二位香港劍手登上世界第一，亦是香港首位男劍手登上世界第一。
2023年1月15日，世界排名75位的何思朗於佩劍大獎賽突尼西亞站中對戰世界排名第9位奧運冠軍金政焕後勝出，體路評論該比賽為其「生涯代表作」、「爆冷勝出」。